# Calamopleurus
Genre
Calamopleurus est un genre éteint de poissons de la famille des Amiidae, de la sous-famille des Vidalamiinae et de la tribu des Calamopleurini. Ils abondaient au Crétacé.

## Systématique
Le genre Calamopleurus a été décrit par le zoologiste Louis Agassiz en 1841.
L'espèce type est Calamopleurus cylindricus

### Taxinomie
Liste des espèces
- Calamopleurus cylindricus Agassiz 1841
- Calamopleurus mawsoni (Woodward 1902)